# Amedeo Amadei
Amedeo Amadei (26. července 1921 Frascati, Italské království – 24. listopadu 2013 Grottaferrata, Itálie) byl italský fotbalový útočník a trenér. Je nejmladším hráčem, který kdy skóroval v Serii A, a byl nejmladším hráčem ve věku 15 let a 280 dní, který debutoval v Serii A (rekord vyrovnal Pietro Pellegri a následně ho porazil Wisdom Amey, který 12. května 2021 debutoval v 15 letech a 274 dnech). Vzpomíná se na něj jako na jednoho z nejlepších italských střelců všech dob. Je 14 nejlepším střelcem všech dob v lize se 174 góly ve 423 zápasech s průměrem 0,41 gólu na zápas. Byl mezi prvními, kteří se dostali do síně slávy klubu AS Řím.
Bez vědomí svých rodičů, kteří by jeho pokus neschválili, se přihlásil do konkurzu k Giallorossi. Debutoval v sezóně 1936/37 a první branku také vstřelil této sezoně. S klubem dosáhl finále domácího poháru. Po dvou sezonách odešel na hostování do Atalanty. Po návratu z hostování se Il Fornaretto, jak se mu přezdívalo, stal idolem fanoušků. Za sedm let strávených u Giallorossi odehrál celkem 386 utkání a vstřelil 111 branek. Vyhrál jeden titul, a to v sezoně 1941/42. Byl nedobrovolně zapojen do rvačky během zápasu v poháru proti Turínu, kdy byl diskvalifikován na doživotí, protože podle obžaloby kopl asistenta rozhodčího. Později byl omilostněn.
Kvůli velkým ekonomickým problémům musel být prodán. Samotný hráč se vybral Inter. I u Nerazzurri střílel velké množství branek. V sezoně 1948/49 vstřelil 22 branek a byl druhým nejlepším střelcem ligy. Také v lize klub obsadil 2. místo za vítězným Turínem. Ve druhé sezoně vstřelil 20 branek. Po dvou sezonách se rozhodl pro odchod z klubu.
Za Neapol nastupoval šest sezon. Celkem odehrál 171 utkání a vstřelil 47 branek. Ale další titul již nepřidal. Nejblíže tomu měl v sezoně 1952/53, když obsadil 4. místo. V roce 1956 ukončil kariéru.
Za reprezentaci odehrál 13 utkání. Do nominace utkání byl zapojován až po tragédii Superga. První utkání odehrál 27. března 1949 proti Španělsku (3:1), kde vstřelil i branku. Zúčastnil se MS 1950.

## Hráčská statistika
| Sezóna  | Klub     | Liga      | Liga   | Liga | Ligové poháry | Ligové poháry | Ligové poháry | Kontinentální poháry | Kontinentální poháry | Kontinentální poháry | Celkem | Celkem |
| Sezóna  | Klub     | Soutěž    | Zápasy | Góly | Soutěž        | Zápasy        | Góly          | Soutěž               | Zápasy               | Góly                 | Zápasy | Góly   |
| ------- | -------- | --------- | ------ | ---- | ------------- | ------------- | ------------- | -------------------- | -------------------- | -------------------- | ------ | ------ |
| 1936/37 | Řím      | Serie A   | 3      | 1    | IP            | 4             | 0             | -                    | 0                    | 0                    | 7      | 1      |
| 1937/38 | Řím      | Serie A   | 3      | 0    | -             | 0             | 0             | -                    | 0                    | 0                    | 3      | 0      |
| 1938/39 | Atalanta | Serie B   | 33     | 4    | IP            | 2             | 1             | -                    | 0                    | 0                    | 35     | 5      |
| 1939/40 | Řím      | Serie A   | 22     | 2    | IP            | 1             | 3             | -                    | 0                    | 0                    | 23     | 5      |
| 1940/41 | Řím      | Serie A   | 30     | 18   | IP            | 8             | 6             | -                    | 0                    | 0                    | 38     | 24     |
| 1941/42 | Řím      | Serie A   | 30     | 18   | IP            | 1             | 0             | -                    | 0                    | 0                    | 31     | 18     |
| 1942/43 | Řím      | Serie A   | 28     | 14   | IP            | 4             | 2             | -                    | 0                    | 0                    | 32     | 16     |
| 1945/46 | Řím      | 1. divize | 34     | 15   | -             | 0             | 0             | -                    | 0                    | 0                    | 34     | 15     |
| 1946/47 | Řím      | Serie A   | 31     | 13   | -             | 0             | 0             | -                    | 0                    | 0                    | 31     | 13     |
| 1947/48 | Řím      | Serie A   | 35     | 19   | -             | 0             | 0             | -                    | 0                    | 0                    | 35     | 19     |
| 1948/49 | Inter    | Serie A   | 38     | 22   | -             | 0             | 0             | -                    | 0                    | 0                    | 38     | 22     |
| 1949/50 | Inter    | Serie A   | 32     | 20   | -             | 0             | 0             | -                    | 0                    | 0                    | 32     | 20     |
| 1950/51 | Neapol   | Serie A   | 37     | 11   | -             | 0             | 0             | -                    | 0                    | 0                    | 37     | 11     |
| 1951/52 | Neapol   | Serie A   | 36     | 12   | -             | 0             | 0             | -                    | 0                    | 0                    | 36     | 12     |
| 1952/53 | Neapol   | Serie A   | 30     | 7    | -             | 0             | 0             | -                    | 0                    | 0                    | 30     | 7      |
| 1953/54 | Neapol   | Serie A   | 34     | 10   | -             | 0             | 0             | -                    | 0                    | 0                    | 34     | 10     |
| 1954/55 | Neapol   | Serie A   | 19     | 6    | -             | 0             | 0             | -                    | 0                    | 0                    | 19     | 6      |
| 1955/56 | Neapol   | Serie A   | 15     | 1    | -             | 0             | 0             | -                    | 0                    | 0                    | 15     | 1      |
| Celkem  | Celkem   | Celkem    | 457    | 189  | -             | 18            | 11            | -                    | 0                    | 0                    | 475    | 200    |

## Hráčské úspěchy

### Klubové
- 1× vítěz italské ligy (1941/42)

### Reprezentační
- 1× na MS (1950)
- 1× na MP (1948–1953)